# Madridi szerződés (1750)
A madridi szerződés (spanyolul: Tratado de Madrid), más néven „Területcsere-szerződés” (spanyolul: Tratado de Permuta vagy Tratado de intercambio) 1750. január 13-án VI. Ferdinánd spanyol király és V. János portugál király által megkötött egyezmény, melyben a dél-amerikai gyarmataik közötti határokat szabályozták.
Az Európán kívüli területeik határaival kapcsolatban a két birodalom között több ilyen egyezmény született a 15. század óta (Alcáçovasi szerződés 1479, Tordesillasi szerződés 1494), melyek 1580 és 1640 között a két királyság uniója miatt értelmüket vesztették.
1640 után az újra független Portugália terjeszkedése következtében megváltozott a status quo, ezért a nemzetközi jog Uti possidetis elve alapján, a rendszeres viták lezárása érdekében az egyezményben a határokat gyakorlatilag Brazília akkori határainak megfelelően állapították meg.